# Ochotona koslowi
A Pika-de-Kozlov (Ochotona koslowi) é um lagomorfo endêmico da China.